# 茶亭镇 (溧阳市)
茶亭镇，是中华人民共和国江苏省常州市溧阳市下辖的一个已撤销乡镇级行政单位，位于溧阳市区南部。1999年底并入天目湖镇。:68

## 历史
中华民国初属惠隨鄉（乡公所驻戴埠，下设74图）。1929年改市乡制为区－乡二级制，建茶亭鄉，属戴埠區（1935年改称第六區），1947年改属丁山橋區（区署驻丁山桥）。:69
1949年建立茶亭鄉（属县辖戴埠區，当年改属县辖城南區，1957年撤区后直属溧阳县），1949至1956年期间析建中芳、古县等乡，1958年改称茶亭公社，1961年析设沙河公社，1983年复改为乡。:72
1996年茶亭撤乡建镇，1999年末撤销茶亭镇并入天目湖镇（前身为沙河乡）。

## 行政区划
撤销前茶亭镇下辖以下地区：
茶亭村、郑笪村、官庄村、莘塘村、窑塘村、杨家边村、亳上村、罗家桥村、联谊村、吴冶岭村、古县村、屏峰村、下田舍村、汤家边村、国庆村、群星村、宋塘村和烈山村。

## 人物
菡子，生于茶亭汕头村，当代女作家。